# Ampudia

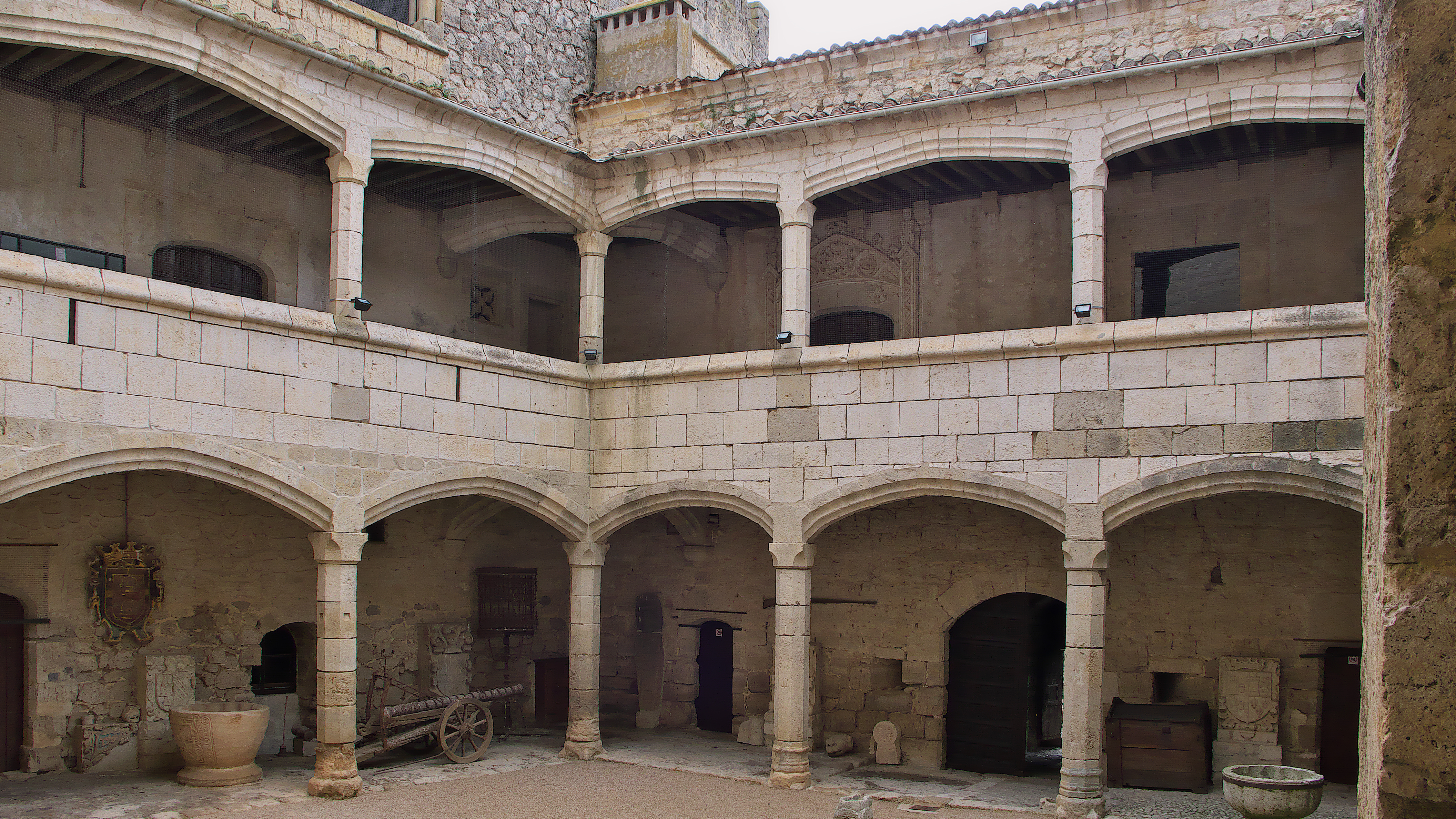
az ampudiai kastély patiójának szegmensívei

Ampudia település Spanyolországban, Palencia tartományban. Ampudia Cigales, Villalba de los Alcores, Villerías de Campos, Torremormojón, Pedraza de Campos, Santa Cecilia del Alcor, Quintanilla de Trigueros, Trigueros del Valle és Corcos községekkel határos. Lakosainak száma 579 fő (2024).

## Népessége
A település népessége az elmúlt években az alábbi módon változott:
| Lakosok száma | 700  | 677  | 626  | 590  | 628  | 638  | 621  | 605  | 600  | 579  |
|               | 2001 | 2004 | 2007 | 2009 | 2012 | 2014 | 2017 | 2019 | 2022 | 2024 |

## Nevezetességei
Fő nevezetessége az ampudiai kastély (Castillo de Ampudia).